# Plaza of Nations

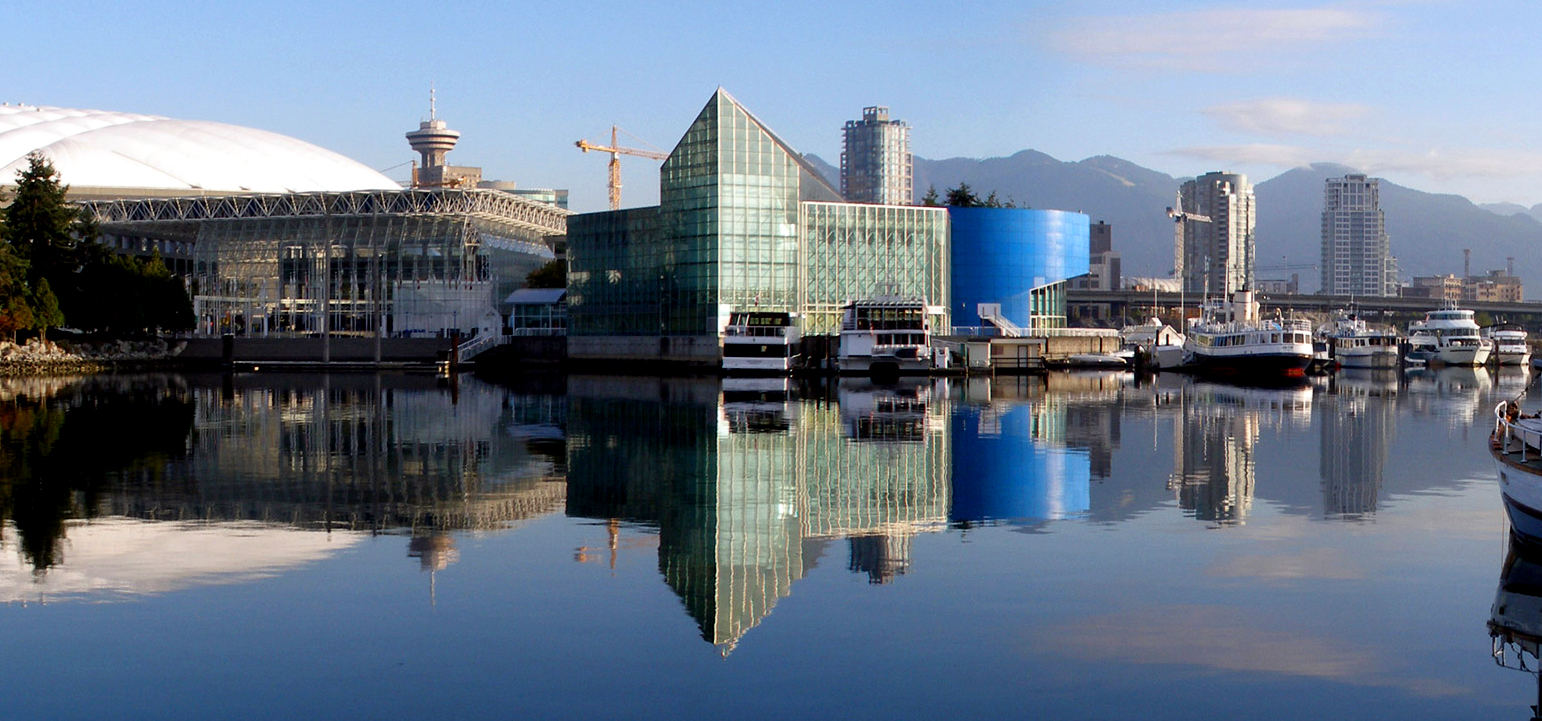
Plaza of Nations

Plaza of Nations ist ein Freizeit- und Unterhaltungszentrum im Stadtteil Downtown der kanadischen Stadt Vancouver. Es befindet sich am nordöstlichen Ufer des False Creek neben dem BC Place Stadium. Das Zentrum war Teil des kanadischen Pavillons während der Expo 86 und ist zusammen mit Science World und Canada Place eines der erhalten gebliebenen Bauten dieser Weltausstellung.
Das Gebäude ist seit 1990 im Besitz der Immobiliengesellschaft Canadian Metropolitan Properties. Es umfasst die Enterprise Hall, das West Building, das East Building, das Edgewater Casino und die Covered Plaza. Das Plaza of Nations ist Schauplatz zahlreicher kultureller Veranstaltungen, insbesondere Rock- und Popkonzerten (u. a. Foo Fighters, Hootie and the Blowfish, Pixies, The Strokes und No Means No).
Die Stadtbehörden bezeichneten 2006 das Glasdach des Innenhofs als unsicher. Im Januar 2007 beschloss der Eigentümer, das Dach aufgrund zu hoher Kosten nicht zu renovieren. Stattdessen ist geplant, den ganzen Komplex abzureißen und durch einen Neubau zu ersetzen.